# Lachnophyllum
Lachnophyllum es un género de plantas con flores perteneciente a la familia  Asteraceae. Comprende 3 especies descritas y de estas, solo 2 aceptadas. Es originario de Asia Central.

## Taxonomía
El género fue descrito por Alexander von Bunge y publicado en Beitrag zur Kenntniss der Flora Russlands und der Steppen Central-Asiens 151. 1852.

## Especies seleccionadas
A continuación se brinda un listado de las especies del género Lachnophyllum aceptadas hasta junio de 2012, ordenadas alfabéticamente. Para cada una se indica el nombre binomial seguido del autor, abreviado según las convenciones y usos.
- Lachnophyllum gossypinum Bunge
- Lachnophyllum noeanum Boiss.